# Kymco Zing II
Die Kymco Zing II ist ein Leichtkraftrad im Chopper- bzw. Cruiser-Stil des taiwanischen Herstellers Kymco (Kwang Yang Motor Corporation). Mit einem Hubraum von ca. 125 cm³ und einer Leistung von 11,7 PS darf das Motorrad in Deutschland mit dem A1-Führerschein gefahren werden.